# Кемп Мил (Мериленд)
Кемп Мил (енгл. Kemp Mill) насељено је место без административног статуса у америчкој савезној држави Мериленд.

## Демографија
По попису из 2010. године број становника је 12.564, што је 2.608 (26,2%) становника више него 2000. године.
| Група             | 2000.         | 2010.         |
| Белци             | 6.330 (63,6%) | 7.036 (56,0%) |
| Афроамериканци    | 1.523 (15,3%) | 2.082 (16,6%) |
| Азијати           | 814 (8,2%)    | 1.076 (8,6%)  |
| Хиспаноамериканци | 1.075 (10,8%) | 2.066 (16,4%) |
| Укупно            | 9.956         | 12.564        |